# 新港郷

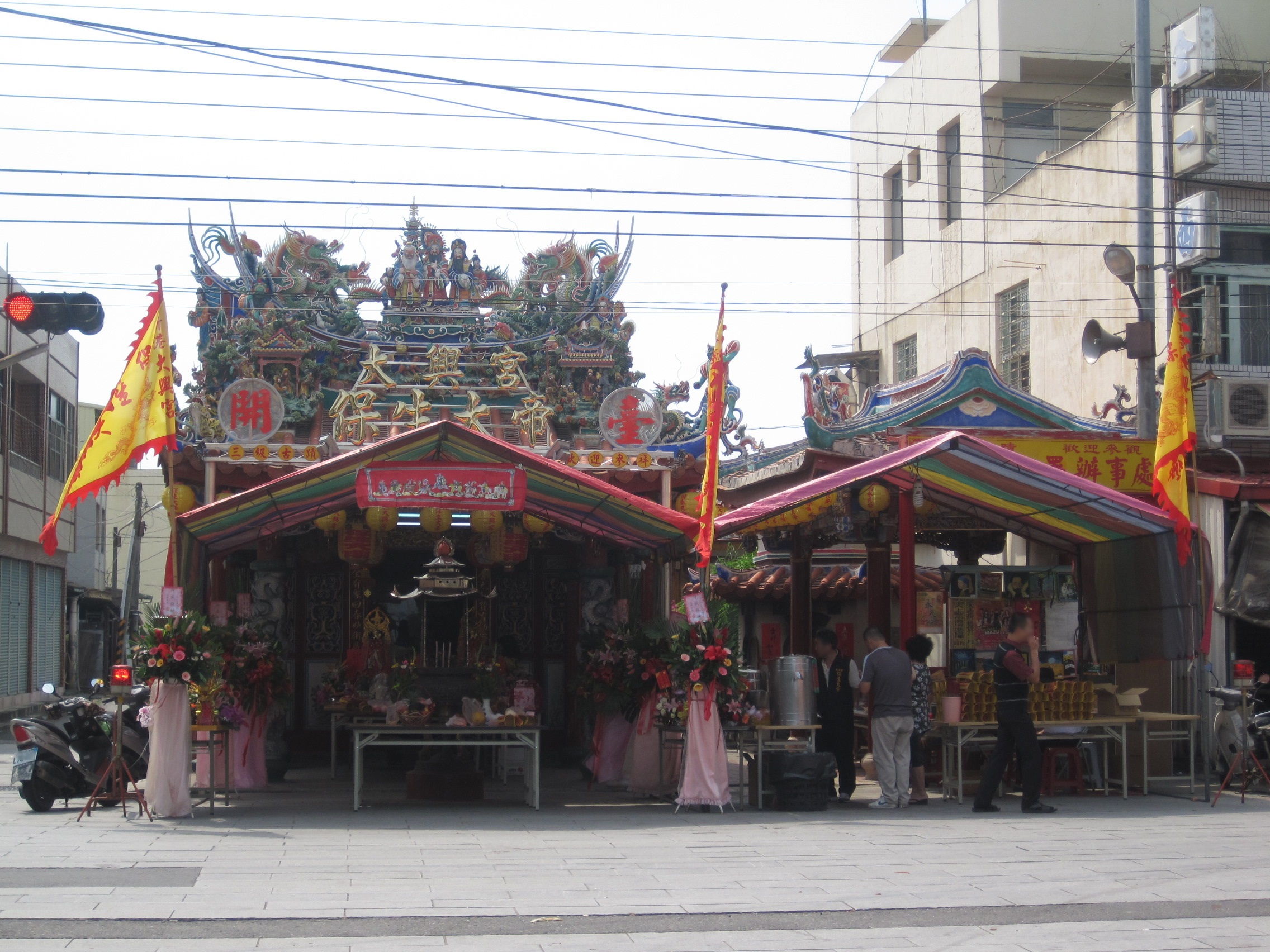
新港大興宮

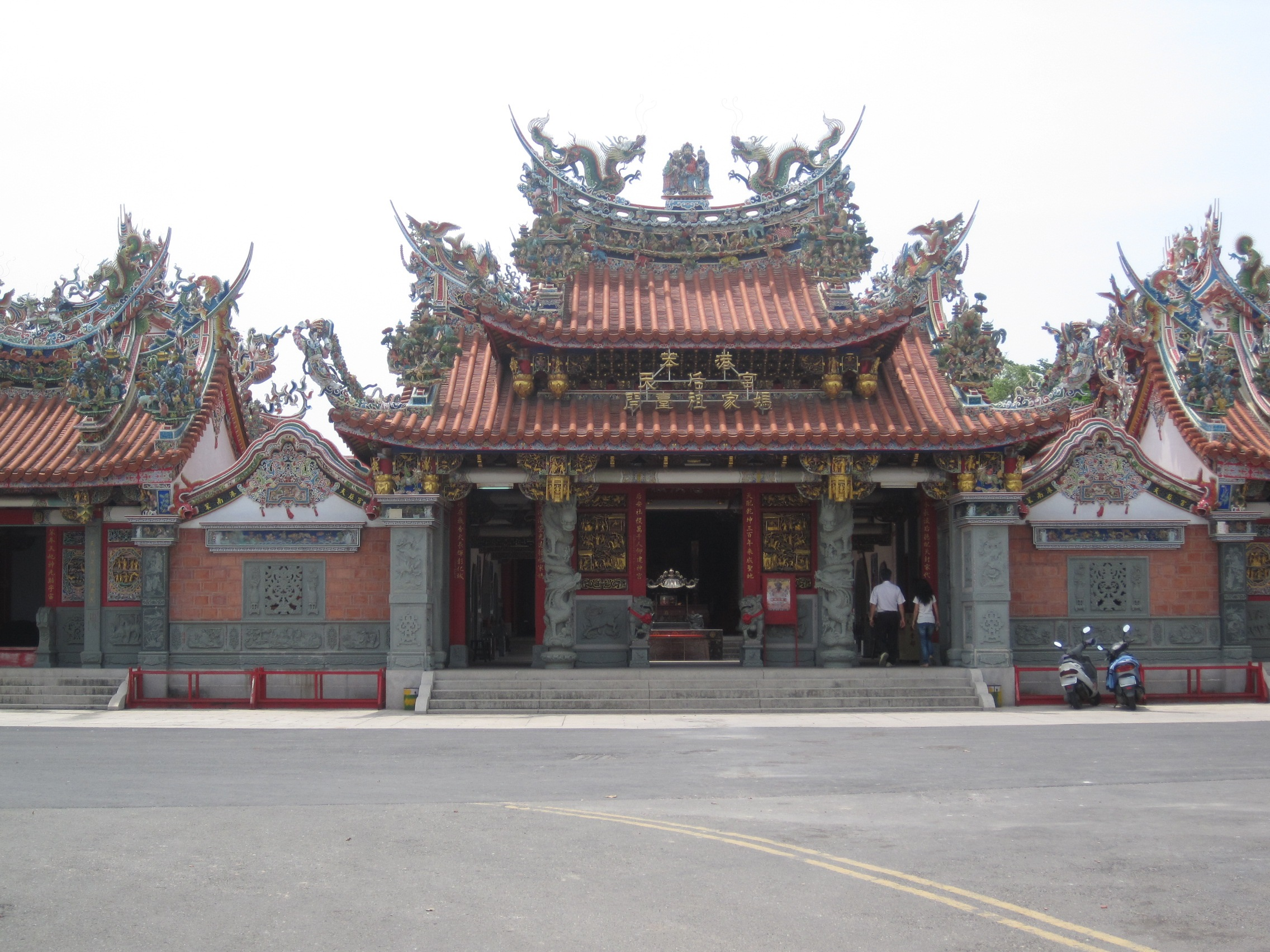
笨港天后宮

新港郷（シンガン/しんこう-きょう）は台湾嘉義県の郷。

## 地理
新港郷は嘉義県の北西端に位置し、東は民雄郷及び渓口郷と、西は六脚郷と、西と北は北港渓を隔てて雲林県北港鎮及び元長郷と、南は朴子渓を得立て太保市とそれぞれ接している。嘉南平原北部に位置し、北港渓と朴子渓により南北を挟まれた地勢は平坦である。嘉義市への通勤率は約12.5％。

## 歴史
新港は旧名を「新南港」と称した。集落形成初期は「笨港」地区の一部分とされていた。当時は原住民である平埔族の活動地域であったが、1621年、海賊の顔思斉が民衆を引き連れて上陸し「笨港十寨」を設置し漳州及び泉州からの入植を募るようになり開発が進み、康熙年間には既に街区が形成され、重要な港湾として発達していた。
1750年、笨港渓（現在の北港渓）で大洪水が発生し、それまで一つの地域であった笨港が「笨港北街」（笨北港）と「笨港南街」（笨南港）に分割された。1782年、漳州系住民と泉州系住民の衝突が発生すると、泉州人は笨南港を攻撃、それに加え林爽文事件と笨港渓の洪水が重なり笨南港の住民は東南の麻園寮に移住し「新南港」という集落を形成した。ここで笨港の歴史文化を継承し、今日の新港発展の基礎を築いた。なお清末には「新港」と改称され現在の地名が誕生している。
1920年、台湾の地方改制が行なわれると、台湾総督府により台湾中で散見される「新港」という地名の重複問題を考慮し、また新港が河港より距離があることから「新巷庄」と改称し、台南州嘉義郡の管轄とした。戦後は「新港」の名称が復活し台南県新港郷が設置された。1950年に嘉義県新港郷と改編されて現在に至っている。

## 姉妹都市･提携都市
- 飛騨市（日本国岐阜県）
2017年(平成28年)10月13日 姉妹都市提携

## 経済
- 台中銀行新港支店

## 行政区
| 村 |
| --- |
| 三間村、中洋村、古民村、板頭村、宮後村、渓北村、大興村、月眉村、西庄村、南港村、海瀛村、福徳村、大潭村、月潭村、安和村、南崙村、埤子村、潭大村、中庄村、北崙村、共和村、宮前村、菜公村 |

## 歴代郷長
| 代 | 氏名 | 任期 |
| -- | ---- | ---- |

## 教育

### 高級中学
- 国立新港芸術高級中学

### 国民中学
- 嘉義県立新港国民中学

## 交通
| 種別 | 運營事業者 | 系統 | 行先                          | 備考 |
| ---- | ---------- | ---- | ----------------------------- | ---- |
| バス | 嘉義客運   | 7201 | 嘉義-北港(月眉経由)           |      |
| バス | 嘉義客運   | 7202 | 嘉義-北港(民雄経由)           |      |
| バス | 嘉義客運   | 7235 | 高鉄嘉義駅-北港(故宮南院経由) |      |

## 観光

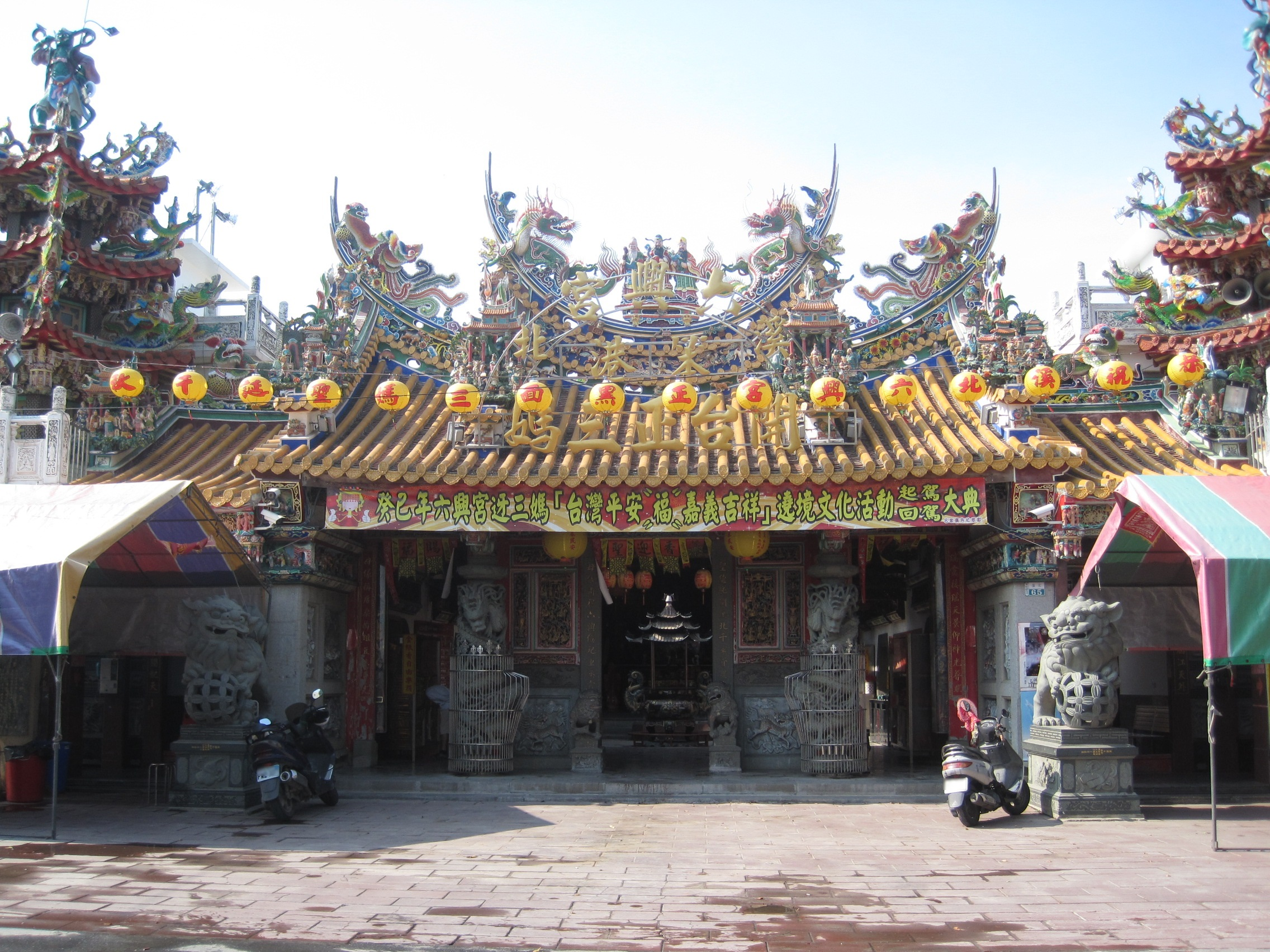
渓北六興宮

- 新港奉天宮（中国語版）
- 新港大興宮（中国語版）
- 渓北六興宮（中国語版）
- 笨港水仙宮（中国語版）
- 登雲書院遺址
- 新港鉄路公園
- 光天宮
- 王得禄墓園
- 南壇水月庵（中国語版）
- 笨港長天宮
- 北港渓鉄橋（復興鉄橋）

## 名物
- 新港飴（台湾菓子）
- 新港風カモスープ(鴨肉羹)
- トウガラシ
  - 品種：萬家香、麗香